# Diaphorus upembaensis
Diaphorus upembaensis är en tvåvingeart som beskrevs av Vanschuytbroeck 1952. Diaphorus upembaensis ingår i släktet Diaphorus och familjen styltflugor. Inga underarter finns listade i Catalogue of Life.